# Фригг
Фригг, или Фригга (др.-сканд. Frigg); также Фрия (др.-в.-нем. Frija, «возлюбленная») — в германо-скандинавской мифологии жена Одина, верховная богиня. Родоначальница рода асов. Покровительствует любви, браку, домашнему очагу, деторождению. Является провидицей, которой известна судьба любого человека, но которая не делится этими знаниями ни с кем.
Матерью Фригг считается Фьоргюн (предположительно богиня земли), а отцом — Нат из рода великанов.
Сыновья Фригг и Одина: Бальдр, Хёд, Хермод.
Фригг обитает в Фенсалире (англ. Fensalir; болотный чертог, иногда переводится как морской, водный или океанический). Её помощницы — сестра и служанка Фулла, посланница Гна и Глин — защитница людей. Не вполне известно, являются они самостоятельными личностями или воплощениями Фригг.
Символами Фригг являются прялка и пояс с ключами.
В честь богини назван астероид (77) Фригга, открытый в 1862 году.
День недели «пятница» в германских языках (нем. Freitag, англ. Friday, и т. п.) назван по имени Фригг, но предполагается также контаминация с Фрейей, богиней из рода ванов, уступивших место культу асов.